# Glansekstertje
Het glansekstertje (Spermestes bicolor synoniem: Lonchura bicolor) is een vrij klein vogeltje uit de familie van de prachtvinken (Estrildidae).

## Kenmerken
Het kopje, de nek en de keel van het glansekstertje zijn gitzwart. De rug en de vleugels zijn dofbruin (de vleugels ten dele wit gevlekt). De staart en de bovenborst zijn zwart, de rest van de borst en buik is wit. Op de flanken is hij zwart en wit gestreept. De snavel is blauwgrijs.
Zijn totale lengte, van kop tot puntje van de staart, is 10 - 11 centimeter.

## Verspreiding
Deze soort telt vier ondersoorten:
- S. b. bicolor: van Guinee-Bissau tot Kameroen.
- S. b. poensis: van zuidelijk Kameroen tot zuidelijk Soedan, zuidwestelijk Ethiopië en westelijk Kenia, Bioko.
- S. b. woltersi: zuidoostelijk Congo-Kinshasa en noordwestelijk Zambia.
- S. b. nigriceps: Midden-Kenia en zuidelijk Somalië tot oostelijk Angola, Zambia, Zimbabwe en het oosten van Zuid-Afrika. (bruinrugekstertje)

## Verzorging
Deze vogel is zachtaardig en in Nederland niet gemakkelijk te krijgen, maar wel vrij gemakkelijk te houden in een grote kooi of (buiten)volière in gemengd gezelschap. Zijn voedsel bestaat niet alleen uit een zaadmengsel voor bijvoorbeeld  tropische vinken maar ook uit meelwormen.

Water, grit en maagkiezel moeten vanzelfsprekend altijd voorhanden zijn.